# Qualificações para o Campeonato Europeu Sub-21 de 2019 (Grupo 3)
O Grupo 3 das qualificações para o Campeonato Europeu de Futebol Sub-21 de 2019 é formado por: Dinamarca, Finlândia, Geórgia, Ilhas Faroé, Lituânia e Polónia.
O vencedor do grupo se qualifica automaticamente para o Campeonato Europeu Sub-21 de 2019. Os quatro melhores segundos colocados avançam para a disputa de play-offs.

## Classificação
| Pos | Seleção     | Pts | J  | V | E | D | GP | GC | SG  |
| --- | ----------- | --- | -- | - | - | - | -- | -- | --- |
| 1   | Dinamarca   | 23  | 10 | 7 | 2 | 1 | 30 | 8  | +22 |
| 2   | Polónia     | 22  | 10 | 6 | 4 | 0 | 22 | 9  | +13 |
| 3   | Geórgia     | 12  | 10 | 3 | 3 | 4 | 11 | 19 | −8  |
| 4   | Finlândia   | 9   | 10 | 2 | 3 | 5 | 13 | 21 | −8  |
| 5   | Lituânia    | 8   | 10 | 2 | 2 | 6 | 7  | 16 | −9  |
| 6   | Ilhas Faroé | 7   | 10 | 1 | 4 | 5 | 10 | 20 | −10 |

|             | DEN | FIN | GEO | FRO | LTU | POL |
| ----------- | --- | --- | --- | --- | --- | --- |
| Dinamarca   |     | 2–0 | 5–2 | 3–0 | 6–0 | 1–1 |
| Finlândia   | 0-5 |     | 1–2 | 1–1 | 0–2 | 1–3 |
| Geórgia     | 2–2 | 2–2 |     | 1–0 | 1–0 | 0–3 |
| Ilhas Faroé | 0–3 | 1–3 | 3–1 |     | 2–2 | 2–2 |
| Lituânia    | 0–2 | 0–2 | 0–0 | 3–0 |     | 0–2 |
| Polónia     | 3–1 | 3–3 | 1–0 | 1–1 | 1–0 |     |

## Partidas
| 8 de junho de 2017 | Lituânia                                           | 3 – 0     | Ilhas Faroé | Telšiai Town Central, Telšiai |
| 17:00              | Romanovskij 28' (pen) · Janonis 80' · Baniulis 85' | Relatório |             | Árbitro: NIR Keith Kennedy    |

| 31 de agosto de 2017 | Ilhas Faroé | 0 – 3     | Dinamarca                                | Tórsvøllur, Tórshavn        |
| 17:00                |             | Relatório | Ingvartsen 13' · Nissen 59' · Jensen 66' | Árbitro: SVK Boris Marhefka |

| 1 de setembro de 2017 | Geórgia | 0 – 3     | Polónia                                | Tengiz Burjanadze Stadioni, Gori |
| 18:00                 |         | Relatório | Kownacki 58' (pen), 65' · Kapustka 71' | Árbitro: SWI Fedayi San          |

| 5 de setembro de 2017 | Dinamarca                                             | 6 – 0     | Lituânia | Aalborg Stadion, Aalborg      |
| 18:00                 | Nissen 28', 44', 87' · Skov 30', 55' · Ingvartsen 80' | Relatório |          | Árbitro: RUS Aleksei Matyunin |

| 5 de setembro de 2017 | Finlândia    | 1 – 1     | Ilhas Faroé  | Lahti Stadium, Lahti          |
| 18:00                 | Kairinen 56' | Relatório | M. Olsen 59' | Árbitro: LUX Aleksei Matyunin |

| 6 de outubro de 2017 | Polónia                              | 3 – 3     | Finlândia                                | Stadion Widzewa, Łódź     |
| 18:00                | Kownacki 7', 71' (pen) · Tomczyk 68' | Relatório | Dahlström 8' · Kairinen 61' · Jensen 76' | Árbitro: SRB Nenad Djokić |

| 6 de outubro de 2017 | Dinamarca                                                      | 5 – 2     | Geórgia             | Aalborg Stadion, Aalborg   |
| 18:00                | Ingvartsen 7', 50' · Duelund 21' · Bruun Larsen 60' · Skov 84' | Relatório | Mikeltadze 82', 85' | Árbitro: NED Dennis Higler |

| 10 de outubro de 2017 | Lituânia | –         | Polónia |  |
|                       |          | Relatório |         |  |

| 10 de outubro de 2017 | Ilhas Faroé | –         | Geórgia | Tórsvøllur, Tórshavn |
|                       |             | Relatório |         |                      |

| 10 de outubro de 2017 | Finlândia | –         | Dinamarca | Estádio Sonera, Helsínquia |
|                       |           | Relatório |           |                            |

| 10 de novembro de 2017 | Geórgia | –         | Finlândia |  |
|                        |         | Relatório |           |  |

| 10 de novembro de 2017 | Ilhas Faroé | –         | Polónia |  |
|                        |             | Relatório |         |  |

## Artilheiros
4 gols (1)
- DEN Rasmus Nissen

2 gols (3)
- DEN Marcus Ingvartsen
- DEN Robert Skov
- POL Dawid Kownacki

1 gol (7)
- DEN Mathias Jensen
- FRO Meinhard Olsen
- FIN Kaan Kairinen
- LTU Edvinas Baniulis
- LTU Klaidas Janonis
- LTU Daniel Romanovskij
- POL Bartosz Kapustka